# فرودگاه اوربوست
فرودگاه اوربوست (به انگلیسی: Orbost Airport) یک فرودگاه همگانی با کد یاتا RBS است . این فرودگاه در کشور استرالیا قرار دارد و در ارتفاع ۲۸ متری از سطح دریا واقع شده است.